# Giuseppe Girardini
Pour les articles homonymes, voir Girardini.
Giuseppe Girardini (Udine, 14 avril 1856 - Tricesimo, 21 octobre 1923) est un homme politique et un avocat italien.

## Biographie
Fils de Felice Girardini et de Luigia Peressini, il est rendu orphelin par son père à l'âge de 6 ans. Diplômé en droit à Rome en 1880, il fonde à Udine le Parti radical italien du Frioul, qui a pour organe de presse l'hebdomadaire Il Paese.
Il est élu député de la circonscription d'Udine dans sept législatures, entre 1892 et 1923.
Du 18 janvier 1919 au 23 juin 1919, il est Haut Commissaire à l'aide militaire et aux pensions de guerre ad interim, sous le gouvernement Orlando ; sous le gouvernement Bonomi I, il est nommé ministre des Colonies, de juillet 1921 à février 1922.
Il est membre de la franc-maçonnerie.
Lorsque le mouvement fasciste commence à se répandre dans le Frioul, Girardini montre immédiatement une certaine sympathie à son égard, le considérant comme un possible restaurateur de l'ordre après le soi-disant biennio rosso (« biennale rouge »). Après la prise du pouvoir, Mussolini déclare Girardini « fasciste honoraire ».
Un buste de Giuseppe Girardini, réalisé en 1934 par le sculpteur Mario Ceconi di Montececon, se trouve à Udine, sur la Piazza Patriarcato.

## Distinctions honorifiques
- Chevalier de Grand-croix décoré du Grand Cordon de l'Ordre colonial de l'Étoile d'Italie - Arrêté royal du 27 novembre 1921.

## Sources
- (it) Cet article est partiellement ou en totalité issu de l’article de Wikipédia en italien intitulé « Giuseppe Girardini » (voir la liste des auteurs).